# Amorphoscelis orientalis
Amorphoscelis orientalis es una especie de mantis de la familia Amorphoscelidae.

## Distribución geográfica
Se encuentra en Kenia, Somalia y Tanzania.